# 杨燕伟
杨燕伟（1967年1月—），汉族，河北乐亭人。中华人民共和国政治人物。曾任中共廊坊市委副书记，市长。后出任河北省人力资源和社会保障厅党组书记，厅长。2025年6月因涉嫌严重违纪违法，接受河北省纪委监委纪律审查和监察调查。